# Округ Патнам (Мисури)
Округ Патнам (енгл. Putnam County) је округ у америчкој савезној држави Мисури.

## Демографија
По попису из 2010. године број становника је 4.979, што је 244 (-4,7%) становника мање него 2000. године.
| Група             | 2000.         | 2010.         |
| Белци             | 5.155 (98,7%) | 4.865 (97,7%) |
| Афроамериканци    | 3 (0,1%)      | 9 (0,2%)      |
| Азијати           | 7 (0,1%)      | 24 (0,5%)     |
| Хиспаноамериканци | 32 (0,6%)     | 36 (0,7%)     |
| Укупно            | 5.223         | 4.979         |